# Dihidrogenfosfat de sodi
El dihidrogenfosfat de sodi és un compost inorgànic, una sal, constituïda per cations sodi(1+) {\displaystyle {\ce {Na+}}} i anions dihidrogenfosfat {\displaystyle {\ce {H2PO4-}}}, la qual fórmula química és {\displaystyle {\ce {NaH2PO4}}}. S'empra com additiu alimentari amb el codi E339i, amb la funció de regulador de l'acidesa.

## Propietats
El dihidrogenfosfat de sodi es presenta en forma de pols blanca de cristalls inodors que cristal·litzen en el sistema monoclínic. La seva densitat és de 2,36 g/cm³. És soluble en aigua (85 g en 100 g d'aigua) i insoluble en etanol i dietilèter. En dissoldre's l'anió dihidrogenfosfat estableix un equilibri amb l'aigua i dona una dissolució lleugerament àcida (pH = 4,1–5,0 per a una dissolució a l'1%). La reacció és:
{\displaystyle {\ce {H2PO4- + H2O <=> HPO4^2- + H3O+}}}Forma dos hidrats, el monohidrat {\displaystyle {\ce {NaH2PO4*H2O}}} i el dihidrat {\displaystyle {\ce {NaH2PO4*2H2O}}}.

## Obtenció
No existeix de manera natural. A la indústria s'obté per reacció de l'àcid fosfòric {\displaystyle {\ce {H3PO4}}} amb hidròxid de sodi {\displaystyle {\ce {NaOH}}} segons la reacció de neutralització:
{\displaystyle {\ce {H3PO4 + NaOH -> NaH2PO4 + H2O}}}

## Aplicacions
El dihidrogenfosfat de sodi s'utilitza en les formulacions de neteja de metalls i preparació de superfícies, com a font de fosfat en la fabricació farmacèutica i com a agent de control del pH en dentifricis, en recobriment d'esmalt vitri (sanitaris) i en la fabricació de fosfats de midó. Tant l'hidrogenfosfat de sodi com l'àcid fosfòric directament s'empren per produir un revestiment prim i insoluble de fosfat de plom(II) a les canonades de plom per evitar la dissolució del plom pels àcids de l'aigua.
En medicina s'empra per a la reposició de fosfats en situacions clíniques de hipofosfatèmia (dèficit de fosfats a la sang).
En alimentació té el codi E339i i s'empra com a corrector de l'acidesa, emulsionant, estabilitzador, segrestant i sal emulsionant.